# Kirk Acevedo
Kirk M. Acevedo (Nueva York, 27 de noviembre de 1971) es un actor estadounidense conocido por su interpretación de Miguel Álvarez en la serie de televisión Oz de HBO, Joe Toye en Band of Brothers y su personaje de un agente del FBI Charlie Francis en la serie de ciencia ficción Fringe.

## Primeros años
Los padres de Kirk nacieron en Nueva York y vivieron en Brooklyn en tanto sus hijos Richard y Kirk nacieron, los Acevedo se trasladaron a Bronx, donde fueron criados. Desde su juventud, Kirk demostró interés por actuar, teniendo participaciones en el club drama de su escuela secundaria. Es de ascendencia puertorriqueña y china.

## Carrera profesional
Después de graduarse de la LaGuardia High School of Performing Arts, Acevedo se inscribió en SUNY Purchase School of Acting (Purchase College). En 1990, Kirk obtuvo su Licenciatura en bellas artes, poco tiempo después fue motivado para audicionar en Oz, posteriormente, consiguió el papel del prisionero líder de la banda de latinos, Miguel Álvarez. Acevedo apareció en los siguientes episodios: 1-26; 34-36 y 41-56. Fue nominado en 1997, 1998, 2000 y 2001 para ALMA Award por su papel en la serie.
Entre otras series de televisión, Acevedo ha tenido papeles en Law & Order: Trial by Jury (2005) como Héctor Salazar, Band of Brothers de HBO como el sargento mayor Joseph Toye, NYPD Blue, 24, The Black Donnellys y As The World Turns de CBS. Algunas de las películas/miniseries en las que ha estado son: Invencible (2006), Bait (2000), Boiler Room (2000), Dinner Rush (2000); Arresting Gena (1997) y Kirk and Kerry (1997). Dio voz a Jackie Estacado en The Darkness, adaptación en videojuego del cómic. Participó en American Hit White Collar. También tuvo un papel en la serie de FOX, Fringe, como Charlie Francis.
En el año 2013 hizo una aparición en la serie Person of Interest en el capítulo 3x06 "Mors Praematura", en el mismo año, apareció en varios capítulos de la cuarta temporada de AMC The Walking Dead interpretando a Mitch Dolgen, un sobreviviente del apocalipsis zombi.
Desde el año 2015 interpreta el personaje José Ramse en la serie 12 monos. En agosto de 2017, Acevedo fue elegido para un papel recurrente en la sexta temporada de la serie de televisión de The CW, Arrow, como Ricardo Díaz. Acevedo fue promovido al elenco principal en la séptima temporada de la serie, hasta el episodio 14.

## Premios
En 1999, Kirk ganó un premio ALMA por su papel en La delgada línea roja. Fue nominado al Drama Desk Award en la categoría "Outstanding Featured Actor in a Play" por Tooth of Crime (1997). Fue cofundador de la compañía de teatro, The Rorschach Group, con Shea Whigham.

## Filmografía

### Film
| Año  | Título                         | Personaje         | Notas |
| ---- | ------------------------------ | ----------------- | ----- |
| 1997 | Kirk and Kerry                 | Kirk              | Corto |
| 1998 | Arresting Gena                 |                   |       |
| 1998 | The Thin Red Line              | Vincent Tella     |       |
| 2000 | Boiler Room                    | Broker            |       |
| 2000 | In the Weeds                   | Kurt              |       |
| 2000 | The Visit                      |                   |       |
| 2000 | Bait                           | Ramundo           |       |
| 2000 | Dinner Rush                    | Duncan            |       |
| 2005 | The New World                  | Sentry            |       |
| 2006 | 5up 2down                      | Santo             |       |
| 2006 | Invincible                     | Tommy             |       |
| 2011 | Collision Earth                | Dr. James Preston |       |
| 2014 | Dawn of the Planet of the Apes | Carver            |       |
| 2018 | Insidious: The Last Key        | Ted Garza         |       |

### Televisión
| Año       | Título                            | Personaje                                          | Notas                                                                        |
| --------- | --------------------------------- | -------------------------------------------------- | ---------------------------------------------------------------------------- |
| 1994      | New York Undercover               | Joey Claudio                                       | Episodio: "Tasha"                                                            |
| 1995      | New York Undercover               | Ramon                                              | Episodio: "Tag, You're Dead"                                                 |
| 1996      | The Sunshine Boys                 |                                                    | Film para TV                                                                 |
| 1996      | Swift Justice                     | Mark                                               | Episodio: "Stones"                                                           |
| 1996      | Law & Order                       | Richie Morales                                     | Episodio: "Corruption"                                                       |
| 1997      | New York Undercover               | Bernard                                            | Episodio: "The Promised Land"                                                |
| 1997–2003 | Oz                                | Miguel Alvarez                                     | Papel recurrente (temporada 1); Rol principal (temporadas 2–6), 46 episodios |
| 1998      | Witness to the Mob                | Nicholas Scibetta                                  | Film para TV                                                                 |
| 1999      | The Sentinel                      | Ray Aldo                                           | Episodio: "Dead End on Blank Street"                                         |
| 2001      | Third Watch                       | Paulie Fuentes                                     | Episodios: "Requiem for a Bantamweight", "Unfinished Business"               |
| 2001      | Band of Brothers                  | Joe Toye                                           | Miniserie, 6 episodios                                                       |
| 2003      | Fastlane                          | Nick McKussick                                     | Episodio: "Iced"                                                             |
| 2004      | Paradise                          | Manny Marquez                                      | Film para TV                                                                 |
| 2004      | NYPD Blue                         | Scott Grafton                                      | Episodio: "Take My Wife, Please"                                             |
| 2005      | Law & Order: Special Victims Unit | Investigador del fiscal de distrito Hector Salazar | Episodio: "Night"                                                            |
| 2005–2006 | Law & Order: Trial by Jury        | Investigador del fiscal de distrito Hector Salazar | Rol principal, 13 episodios                                                  |
| 2006      | Numb3rs                           | Gino McGinty                                       | Episodio: "The Running Man"                                                  |
| 2006      | 24                                | George Avila                                       | Episodio: "Day 5: 2:00 a.m.-3:00 a.m."                                       |
| 2007      | Cold Case                         | Dylan Noakes                                       | Episodio: "Thrill Kill"                                                      |
| 2007      | The Black Donnellys               | Nicky Cottero                                      | Rol principal, 13 episodios                                                  |
| 2008–2011 | Fringe                            | Charlie Francis/alt-Charlie                        | Rol principal (temporadas 1–2); Rol recurrente (temporada 3), 36 episodios   |
| 2009      | White Collar                      | Ruiz                                               | Episodio: "Book of Hours"                                                    |
| 2011–2012 | Prime Suspect                     | Detective Luisito Calderon                         | Rol principal, 13 episodios                                                  |
| 2012      | The Mentalist                     | Christian Dos Santos                               | Episodio: "Red Dawn"                                                         |
| 2013      | CSI: Crime Scene Investigation    | James Boyd                                         | Episodio: "In Vino Veritas"                                                  |
| 2013      | CSI: New York                     | James Boyd                                         | Episodio: "Seth and Apep"                                                    |
| 2013      | Law & Order: Special Victims Unit | Eddie Garcia                                       | Episodio: "October Surprise"                                                 |
| 2013      | Person of Interest                | Timothy Sloan                                      | Episodio: "Mors Praematura"                                                  |
| 2013      | The Walking Dead                  | Mitch Dolgen                                       | Episodios: "Dead Weight", "Too Far Gone"                                     |
| 2014      | Grimm                             | Ron Hurd                                           | Episodio: "The Good Soldier"                                                 |
| 2014      | Legends                           | Kyle Dobson                                        | Episodios: "Rogue", "Gauntlet"                                               |
| 2013–2014 | Blue Bloods                       | Javi "Tic-Tac" Baez                                | Episodios: "Bad Blood", "Partners"                                           |
| 2015      | Agents of S.H.I.E.L.D.            | Agente Tomas Calderon                              | Episodios: "Love in the Time of Hydra", "One Door Closes"                    |
| 2015–2018 | 12 Monkeys                        | Jose Ramse                                         | Rol principal (temporadas 1–3); Rol recurrente (temporada 4), 31 episodios   |
| 2017      | Kingdom                           | Dominick Ramos                                     | Rol recurrente (temporada 3), 8 episodios                                    |
| 2017      | Law & Order: Special Victims Unit | Det. Ray Lopez                                     | Episodios: "American Dream", "Sanctuary"                                     |
| 2017–2019 | Arrow                             | Ricardo Diaz / El Dragón                           | Rol recurrente (temporada 6); rol principal (temporada 7), 25 episodios      |
| 2022      | The Offer                         | Agente Especial Hale                               | Miniserie                                                                    |
| 2023      | Star Trek: Picard                 | Krinn                                              | Episodio: "Imposters"                                                        |

### Video games
| Año  | Título       | Rol             |
| ---- | ------------ | --------------- |
| 2007 | The Darkness | Jackie Estacado |